# C'est quoi la vie?
C'est quoi la vie? is een Franse film van François Dupeyron die werd uitgebracht in 1999.
Deze film is een lofzang op het wegkwijnende Franse plattelandsleven.

## Samenvatting
De Cevennen. Nicolas leeft samen met zijn ouders en grootouders op de familiehoeve waar ze leven van de veeteelt. Zijn vader komt tot over zijn oren in de schulden te zitten omdat zijn kudde wordt geslacht ten gevolge van de gekke koeienziekte. Daarop pleegt hij zelfmoord. Nicolas probeert te overleven en zet een transportbedrijfje op. 
Wanneer hij de jonge weduwe Maria een lift geeft en verliefd wordt op haar besluit hij zich met zijn zus en zijn grootouders te vestigen in een verlaten oude hoeve in de Causses. Maria woont er in de buurt met haar twee kinderen.

## Rolverdeling
| Acteur                 | Personage             |
| ---------------------- | --------------------- |
| Éric Caravaca          | Nicolas               |
| Jacques Dufilho        | Noël, zijn grootvader |
| Jean-Pierre Darroussin | Marc, zijn vader      |
| Isabelle Renauld       | Maria                 |
| Michelle Goddet        | Monique               |
| Claudine Mavros        | Laure                 |
| Elie Tazartes          | Patty                 |
| Julie-Anne Roth        | Pauline               |
| Yves Verhoeven         | Bruno                 |
| Marc Adjadj            | André                 |
| Loïc Pichon            | Albert                |